# Ghiacciaio Sirma
Il ghiacciaio Sirma (in inglese: Sirma Glacier) è un ghiacciaio vallivo lungo 7 km e largo 4, situato sulla costa di Zumberge, nella parte occidentale della Terra di Ellsworth, in Antartide. In particolare, il ghiacciaio, il cui punto più alto si trova a circa 1.900 m s.l.m., è situato sul versante occidentale della dorsale Sentinella, nelle montagne di Ellsworth, a sud del ghiacciaio Bolgrad. Da qui esso fluisce in direzione ovest-sud-ovest scorrendo tra i monti Southwick, Milton e Inderbitzen, fino ad unire il proprio flusso a quello del ghiacciaio Nimitz, a nord-ovest del picco Modren.

## Storia
Il ghiacciaio Sirma è stato così battezzato dalla Commissione bulgara per i toponimi antartici in onore della leader ribelle bulgara Sirma Voyvoda (1773-1858).